# Nelsonia goldmani
Nelsonia goldmani és una espècie de mamífer rosegador de la família dels cricètids. És endèmica de Mèxic. El seu hàbitat natural són els boscos de roures i pins situats a grans altituds. Està amenaçada per la tala d'arbres i la transformació del seu medi per a usos agrícoles.
L'espècie fou anomenada en honor del naturalista i mastòleg estatunidenc Edward Alphonso Goldman.